# Roma Archery Trophy
Il Roma Archery Trophy è uno dei tornei della Indoor Archery World Series, il circuito internazionale di gare indoor promosso dalla World Archery, che prende il posto della Coppa del Mondo Indoor. La prima edizione della Indoor Archery World Series  avrà inizio in Novembre 2018 per poi terminare a Febbraio 2019; le tappe saranno a Strassen (LUX), Macau (MAC), Roma (ITA), Seoul (KOR), Nimes (FRA) e Las Vegas (USA).
Le gare di tiro con l'arco indoor si tengono normalmente alla distanza di 18 metri, con due serie di 10 voleés di 3 frecce ciascuna, per un totale di 60 frecce; vincono gli arcieri che ottengono il punteggio più alto; nelle competizioni più importanti si tiene una seconda fase a scontri diretti tra i migliori, per determinare il primo, secondo e terzo posto nelle varie categorie.
La World Archery ha previsto, per la Indoor World Series, tornei open con tre ranking list (elite, amateur e team) e premi specifici.

## Il marchio
Il marchio del "Roma Archery Trophy" è un omaggio alla Città Eterna ed allo sport in forma di trionfo classico: l'elmo romano, la corona d'ulivo, le frecce e lo spicchio di bersaglio.

## Il torneo
Il primo torneo di questo tipo che si terrà a Roma si disputerà il 14, 15 e 16 dicembre 2018: i primi due giorni ci saranno i turni di qualifica. Sono previste due linee di tiro per un totale di 64 battifreccia.